# Creusa, rainha das Astúrias
Creusa (? - depois de 789) foi rainha das Astúrias pelo seu casamento com o rei Mauregato das Astúrias.